# Ocean Park (Panama)
Pour l’article homonyme, voir Ocean Park.
Ocean Park est un ensemble de gratte-ciel de logements de 141 mètres de hauteur construit à Panama en 2005 et 2006
L'ensemble est composé de deux tours jumelles identiques, l'Ocean Park A construite en 2005 et l'Ocean Park B  construite en 2006.
L'architecte est l'agence George J. Moreno II & Associate Architects